# Contracaecum mulli
Contracaecum mulli is een rondwormensoort uit de familie van de Anisakidae. De wetenschappelijke naam van de soort is voor het eerst geldig gepubliceerd in 1855 door Wedl.